# Gare de Mauléon - Saint-Aubin
Pour les articles homonymes, voir Gare de Saint-Aubin.
La gare de Mauléon - Saint-Aubin est une gare ferroviaire française sur une portion fermée de la ligne de La Possonnière à Niort, située sur le territoire de la commune de Mauléon, dans le département des Deux-Sèvres, en région Nouvelle-Aquitaine.

## Situation ferroviaire
Établie à 187 mètres d'altitude, la gare de Mauléon - Saint-Aubin est située au point kilométrique (PK) 63,480 de la ligne de La Possonnière à Niort, entre les gares de Maulévrier et de Nueil-les-Aubiers.

## Histoire
La gare a été mise en service le 28 décembre 1868 par la Compagnie du chemin de fer de Paris à Orléans (PO).
La gare est fermée lors de la mise sur route de la ligne Nantes-Poitiers en 1976.